# Ashley Campbell
Ashley De Vere Campbell (Sydney, Austràlia, 29 de setembre de 1880 − Melbourne, 5 de juliol de 1943) fou un jugador de tennis i cricket australià.
Un cop retirat, va viure a Europa fins l'esclat de la Segona Guerra Mundial sent executiu de l'empresa Colonial Sugar Refining Company. Posteriorment també fou secretari de la Creu Roja i membre de l'Aliança Francesa a Austràlia.

## Torneigs de Grand Slam

### Dobles masculins: 2 (2−0)
| Resultat  | Núm. | Any  | Campionat                      | Parella          | Oponents                        | Marcador           |
| --------- | ---- | ---- | ------------------------------ | ---------------- | ------------------------------- | ------------------ |
| Guanyador | 1.   | 1910 | Australasian Championships     | Horace Rice      | Rodney Heath James O'Day        | 6−3, 6−3, 6−2      |
| Guanyador | 2.   | 1914 | Australasian Championships (2) | Gerald Patterson | Rodney Heath Arthur O'Hara Wood | 7−5, 3−6, 6−3, 6−3 |